# تضيق الأوعية
تضيق الأوعية هو تضييق الأوعية الدموية الناتجة عن تقلص الألياف العضلية الموجودة في الأوعية الدموية، وخاصة في الشرايين الكبيرة والشرايين الصغيرة (الشُّرينات). هذه العملية هي عكس توسع الأوعية. هذه العملية لها أهمية خاصة في وقف النزيف الحاد وفقدان الدم. عندما تتضيق الأوعية الدموية، فإن تدفق الدم ينقص، وبالتالي، الحفاظ على حرارة الجسم أو زيادة مقاومة الأوعية الدموية. Cutaneously، وهذا ما يغير لون الجلد لأن كمية الدم التي تصل إلى السطح قليلة، والحد من إشعاع الحرارة. على مستوى أكبر،
تضيق الأوعية هي واحدة من الآليات التي تنظم الجسم وتحافظ على الضغط الشرياني المتوسط.
الأدوية التي تسبب تضيق الأوعية، والمعروفة أيضًا باسم مُضيقات الأوعية، هي أحد أنواع الأدوية المستخدمة لرفع ضغط الدم. عادة ما يؤدي تضيق الأوعية العامة إلى زيادة في ضغط الدم النظامي، ولكنه قد يحدث أيضًا في أنسجة محددة، مما يؤدي إلى انخفاض موضعي في تدفق الدم. قد يكون مدى تضيق الأوعية طفيفًا أو حادًا حسب المادة أو الظرف. العديد من تضيقات الأوعية تسبب أيضًا اتساع حدقة العين. تشمل الأدوية التي تسبب تضيق الأوعية: مضادات الهيستامين ومزيلات الاحتقان والمنبهات. قد يؤدي تضيق الأوعية الشديد إلى أعراض العرج المتقطع.

## آلية عامة
الآلية التي تؤدي إلى تضيق الأوعية تنتج عن زيادة تركيز الكالسيوم (أيونات الكالسيوم) داخل خلايا العضلات الملساء الوعائية. ومع ذلك، فإن الآليات المحددة لتوليد زيادة تركيز داخل الخلايا من الكالسيوم يعتمد على مضيق للأوعية. خلايا العضلات الملساء قادرة على توليد إمكانات عمل، ولكن هذه الآلية نادرًا ما تُستخدم للتقلص في الأوعية الدموية. المكونات الهرمونية أو الدوائية هي أكثر ارتباطا من الناحية الفسيولوجية. اثنين من المحفزات الشائعة لاستخراج تقلص العضلات الملساء تدوران الإيبينيفرين وتفعيل الجهاز العصبي الودي (من خلال إفراز نورإبينفرين) الذي يقوي العضلات مباشرة. تتفاعل هذه المركبات مع المستقبلات الأدرينالية السطحية للخلية. تؤدي هذه المنبهات إلى سلسلة نقل الإشارة التي تؤدي إلى زيادة الكالسيوم داخل الخلايا من شبكية الهيولى العضلية من خلال إطلاق الكالسيوم بواسطة IP3، بالإضافة إلى إدخال الكالسيوم المعزز عبر الساركوليما عبر قنوات الكالسيوم. ارتفاع في مجمعات الكالسيوم داخل الخلايا مع الكودودينولين، والذي بدوره ينشط كيناز سلسلة الضوء الميوسين. هذا الإنزيم مسؤول عن فسفرة السلسلة الخفيفة من الميوسين لتحفيز ركوب الدراجات عبر الجسر.
وبمجرد الارتفاع، يتم إرجاع تركيز الكالسيوم داخل الخلايا إلى المستوى القاعدي من خلال مجموعة متنوعة من مضخات البروتين ومبادلات الكالسيوم الموجودة على غشاء البلازما وشبكة الهيولى العضلية (sarcoplasmic). هذا التخفيض في الكالسيوم يزيل الحافز الضروري للانكماش، مما يسمح بالعودة إلى خط الأساس.

## الأسباب
يمكن أن تكون العوامل التي تسبب تضيق الأوعية من أصل خارجي أو داخلي المنشأ. درجة الحرارة المحيطة هي مثال على السابق. يحدث تضيق الأوعية الجلدي بسبب تعرض الجسم للبرد الشديد. وتشمل أمثلة العوامل الذاتية الجهاز العصبي اللاإرادي، والهرمونات الدائرية، والآليات الذاتية المتأصلة في الأوعية الدموية نفسها (يشار إليها أيضًا بالاستجابة العضلية).

### أمثلة
وتشمل الأمثلة الأمفيتامينات ومضادات الهيستامين والكوكايين. يستخدم الكثير في الطب لعلاج انخفاض ضغط الدم ومضادات الاحتقان الموضعية. كما تستخدم الأدوية العصبية الصرعية سريريًا لزيادة ضغط الدم أو لتقليل تدفق الدم المحلي. يتم استخدام مضادات الأوعية الممزوجة بالمخدر الموضعي لزيادة مدة التخدير الموضعي عن طريق تقييد الأوعية الدموية، وبالتالي تركيز عامل التخدير بشكل آمن لمدة طويلة، وكذلك الحد من النزف.
طرق الإدارة تختلف. قد تكون على حد سواء النظامية والموضوعية. على سبيل المثال، يؤخذ السودوإيفيدرين عن طريق الفم ويتم تطبيق فينيليفرين موضعيًُا على الممرات الأنفية أو العين.
| أمثلة:                                          |
| ----------------------------------------------- |
| 25I-NBOMe                                       |
| أمفيتامين                                       |
| ألفا ماثيلتريتمين -AMT                          |
| مضادات الهيستامين                               |
| كافيين                                          |
| كوكايين                                         |
| DOM                                             |
| LSA                                             |
| ميثيل                                           |
| ميفيدرون                                        |
| أوكسي ميتازولين                                 |
| فينيليفرين                                      |
| بروبيل هكسيدرين                                 |
| سودوإفدرين                                      |
| المنشطات                                        |
| المخدرات                                        |
| رباعي هيدروكلوريد، هيدروكلوريد (في قطرات العين) |

## ذاتية النمو
تضيق الأوعية هو إجراء في الجسم يجنب انخفاض ضغط الدم الانتصابي. وهو جزء من حلقة تغذية مرتدة سلبي في الجسم يحاول فيها الجسم استعادة الاستتباب (الحفاظ على بيئة داخلية ثابتة).
على سبيل المثال، تضيق الأوعية هو وقائي منخفض الحرارة حيث تتقلص الأوعية الدموية ويجب أن يتحرك الدم عند ضغط أعلى لمنع تفاعل الأكسجين. يستخدم ATP كشكل من أشكال الطاقة لزيادة هذا الضغط لتسخين الجسم. بمجرد استعادة التوازن، ينظم ضغط الدم وإنتاج أدينوسين ثلاثي الفوسفات.
يحدث تضيق الأوعية أيضا في الأوعية الدموية السطحية للحيوانات ذوات الدم الحار عندما تكون بيئتها المحيطة باردة. تحول هذه العملية تدفق الدم الساخن إلى مركز الحيوان، مما يمنع فقدان الحرارة.

## علم الأمراض
يمكن أن يكون تضيق الأوعية من العوامل التي تساهم في ضعف الانتصاب. زيادة في تدفق الدم إلى القضيب يسبب الانتصاب.
قد يلعب تضيق الأوعية بشكل غير مناسب أيضًا دور في ارتفاع ضغط الدم الثانوي.